# Centrophorus granulosus

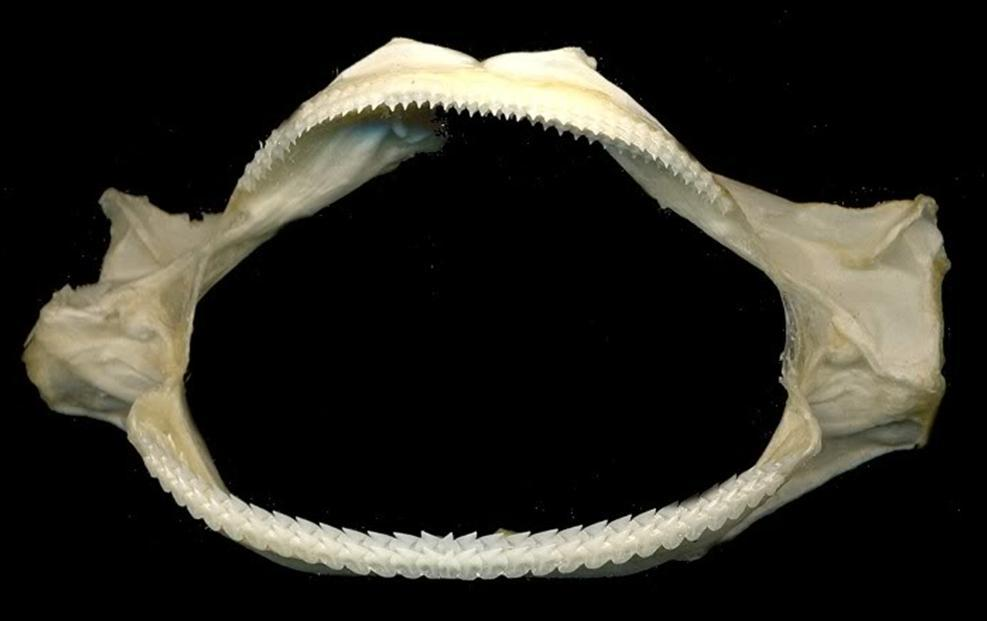
Mandíbula de Centrophorus granulosus

Centrophorus granulosus é um tubarão esqualiforme de profundidade pertencente à família Centrophoridae, conhecido pelos nomes comuns de quelme, quelma, barroso ou xara-branca. A distribuição natural da espécie conhecida é fortemente disjunta, incluindo o Golfo do México, o Atlântico oriental (do Golfo da Biscaia às costas do Zaire), o Mediterrâneo ocidental e as costas de Madagáscar, Aldabra e Honshu.

## Morfologia
Apresenta a cabeça cónica, o focinho corto e a boca um pouco arqueada. Tem os olhos verdes e luminescentes. Um forte espinho precede as duas barbatanas dorsais. A barbatana anal está ausente. O extremo posterior das barbatanas peitorais acaba em ponta. Os dentes possuem uma única cúspide, imbricada e aguda na mandíbula superior e baixa e abatida na inferior.
Os exemplares jovens apresentam coloração grisácea com tons rosados no dorso e, especialmente, nas barbatanas, as quais apresentam orlas esbranquiçadas. A região ventral é branca. Os exemplares adultos são de cor cinzento-acastanhado escuro e uniforme.
Atinge cerca de 150 cm de comprimento, tendo sido registados comprimento da ordem dos 160 cm em machos e de 145 cm em fêmas.
A espécie é ovovivípara aplacentária. As crias nascem com 30–40 cm de comprimento.

## Habitat e ecologia
A espécie é típica das grandes profundidades, ocorrendo na zona do talude continental, habitualmente a 200 m de profundidade, mas já foi encontrada entre 100 e 1400 m de profundidade.
Pode formar pequenos grupos.
A espécie é objecto de pescaria no Atlântico Nordeste, capturada com artes de fundo, palangre e redes de arrasto. Para além da pesca que lhe é dirigida, a espécie constitui uma significativa percentagem das capturas acidentais na pesca dirigida a outras espécies de profundidade.